# Giro di Svizzera 1950
Il Giro di Svizzera 1950, quattordicesima edizione della corsa, si svolse dal 24 giugno al 1º luglio 1950 per un percorso di 1 829 km, con partenza e arrivo a Zurigo. Il corridore svizzero Hugo Koblet si aggiudicò la corsa concludendo in 53h28'51".
Dei 69 ciclisti alla partenza arrivarono al traguardo in 47, mentre 22 si ritirarono.

## Tappe
| Tappa  | Data      | Percorso                              | km    | Vincitore di tappa | Leader cl. generale |
| ------ | --------- | ------------------------------------- | ----- | ------------------ | ------------------- |
| 1ª     | 24 giugno | Zurigo > Winterthur                   | 272   | Jean Goldschmit    | Jean Goldschmit     |
| 2ª     | 25 giugno | Winterthur > Liestal                  | 240   | Jean Goldschmit    | Jean Goldschmit     |
| 3ª     | 26 giugno | Liestal > Ginevra                     | 299   | Gustaf Speeckaert  | Jean Goldschmit     |
| 4ª-1ª  | 27 giugno | Ginevra > Losanna (cron. individuale) | 61    | Hugo Koblet        | Jean Goldschmit     |
| 4ª-2ª  | 27 giugno | Losanna > Gstaad                      | 101   | Hugo Koblet        | Jean Goldschmit     |
| 5ª     | 28 giugno | Gstaad > Lucerna                      | 234   | Ernst Stettler     | Jean Goldschmit     |
| 6ª     | 29 giugno | Lucerna > Bellinzona                  | 220   | Hugo Koblet        | Hugo Koblet         |
| 7ª     | 30 giugno | Bellinzona > Sankt Moritz             | 162   | Martin Metzger     | Hugo Koblet         |
| 8ª     | 1º luglio | Sankt Moritz > Zurigo                 | 240   | Fritz Zbinder      | Hugo Koblet         |
| Totale | Totale    | Totale                                | 1 829 |                    |                     |

## Dettagli delle tappe

### 1ª tappa
- 24 giugno: Zurigo > Winterthur – 272 km

Risultati
| Pos. | Corridore       | Squadra     | Tempo    |
| ---- | --------------- | ----------- | -------- |
| 1    | Jean Goldschmit | Lussemburgo | 7h14'37" |
| 2    | Ernest Sterckx  | Belgio      | a 51"    |
| 3    | Marcel Dussault | Francia     | s.t.     |

### 2ª tappa
- 25 giugno: Winterthur > Liestal – 240 km

Risultati
| Pos. | Corridore            | Squadra     | Tempo    |
| ---- | -------------------- | ----------- | -------- |
| 1    | Jean Goldschmit      | Lussemburgo | 7h02'01" |
| 2    | Gottfried Weilenmann | Svizzera    | s.t.     |
| 3    | Ferdi Kübler         | Svizzera    | a 1'13"  |

### 3ª tappa
- 26 giugno: Liestal > Ginevra – 299 km

Risultati
| Pos. | Corridore         | Squadra  | Tempo    |
| ---- | ----------------- | -------- | -------- |
| 1    | Gustaf Speeckaert | Belgio   | 7h51'02" |
| 2    | Max Meier         | Svizzera | a 3'34"  |
| 3    | Eugen Kamber      | Svizzera | s.t.     |

### 4ª tappa-1ª semitappa
- 27 giugno: Ginevra > Losanna – Cronometro individuale – 61 km

Risultati
| Pos. | Corridore       | Squadra     | Tempo    |
| ---- | --------------- | ----------- | -------- |
| 1    | Hugo Koblet     | Svizzera    | 1h20'51" |
| 2    | Ferdi Kübler    | Svizzera    | a 1'01"  |
| 3    | Jean Goldschmit | Lussemburgo | a 2'11"  |

### 4ª tappa-2ª semitappa
- 27 giugno: Losanna > Gstaad – 101 km

Risultati
| Pos. | Corridore    | Squadra     | Tempo    |
| ---- | ------------ | ----------- | -------- |
| 1    | Hugo Koblet  | Svizzera    | 3h17'25" |
| 2    | Ferdi Kübler | Svizzera    | s.t.     |
| 3    | Jean Kirchen | Lussemburgo | s.t.     |

### 5ª tappa
- 28 giugno: Gstaad > Lucerna – 234 km

Risultati
| Pos. | Corridore      | Squadra  | Tempo    |
| ---- | -------------- | -------- | -------- |
| 1    | Ernst Stettler | Svizzera | 5h56'46" |
| 2    | Max Meier      | Svizzera | s.t.     |
| 3    | Hugo Koblet    | Svizzera | s.t.     |

### 6ª tappa
- 29 giugno: Lucerna > Bellinzona – 220 km

Risultati
| Pos. | Corridore      | Squadra  | Tempo    |
| ---- | -------------- | -------- | -------- |
| 1    | Hugo Koblet    | Svizzera | 7h03'22" |
| 2    | Bruno Pasquini | Italia   | a 2'35   |
| 3    | Aldo Ronconi   | Italia   | a 6'35"  |

### 7ª tappa
- 30 giugno: Bellinzona > Sankt Moritz – 162 km

Risultati
| Pos. | Corridore      | Squadra  | Tempo    |
| ---- | -------------- | -------- | -------- |
| 1    | Martin Metzger | Svizzera | 6h25'00" |
| 2    | Ferdi Kübler   | Svizzera | a 7'09"  |
| 3    | Aldo Ronconi   | Italia   | s.t.     |

### 8ª tappa
- 1º luglio: Sankt Moritz > Zurigo – 240 km

Risultati
| Pos. | Corridore      | Squadra  | Tempo    |
| ---- | -------------- | -------- | -------- |
| 1    | Fritz Zbinden  | Svizzera | 6h42'08" |
| 2    | Ernst Stettler | Svizzera | s.t.     |
| 3    | Leo Weilenmann | Svizzera | a 36"    |

## Classifiche finali

### Classifica generale
| Pos. | Corridore        | Squadra     | Tempo     |
| ---- | ---------------- | ----------- | --------- |
| 1    | Hugo Koblet      | Svizzera    | 53h28'51" |
| 2    | Jean Goldschmit  | Lussemburgo | a 6'49"   |
| 3    | Aldo Ronconi     | Italia      | a 16'16"  |
| 4    | Jean Kirchen     | Lussemburgo | a 17'55"  |
| 5    | Ferdi Kübler     | Svizzera    | a 23'29"  |
| 6    | Bruno Pasquini   | Italia      | a 24'28"  |
| 7    | Ward van Ende    | Belgio      | a 26'01"  |
| 8    | Martin Metzger   | Svizzera    | a 26'20"  |
| 9    | Armando Barducci | Italia      | a 32'44"  |
| 10   | Pasquale Fornara | Italia      | a 39'54"  |

### Classifica scalatori
| Pos. | Corridore      | Squadra  | Punti |
| ---- | -------------- | -------- | ----- |
| 1    | Ferdi Kübler   | Svizzera | 39    |
| 2    | Hugo Koblet    | Svizzera | 38    |
| 3    | Fritz Zbinden  | Svizzera | 24    |
| 4    | Ernst Stettler | Svizzera | 23    |
| 5    | Aldo Ronconi   | Italia   | 22    |